# Roelof Theodorus Overakker
Roelof Theodorus Overakker, nizozemski general, * 1890, † 1945.